# True Love Waits (álbum)
True Love Waits: Christopher O'Riley Plays Radiohead es el primer álbum por el pianista clásico Christopher O'Riley en tributo de los temas del grupo de Art Rock/Experimental Rock Radiohead.
El concepto de reinterpretar el trabajo de Radiohead no es del todo nuevo. Nótese que el pianista de jazz Brad Mehldau ya había grabado versiones de "Exit Music (For a Film)","Everything in Its Right Place" y "Paranoid Android". Quizás lo más interesante del álbum de O'Riley es la selección de los temas de la banda británica; escogió un amplio espectro de la música del grupo, incluyendo pistas de sus primeros trabajos ("Black Star," "Fake Plastic Trees," "Bulletproof") además de su trabajo más conceptual, como "Airbag," "Subterranean Homesick Alien," o "Motion Picture Soundtrack."
True Love Waits es seguido en 2005 por un segundo álbum en tributo a Radiohead, Hold Me to This.

## Lista de canciones
Todas las canciones están compuestas por Radiohead (Colin Greenwood, Jonny Greenwood, Ed O'Brien, Phil Selway, and Thom Yorke), y versionadas por Christopher O'Riley. 
1. "Everything in Its Right Place" – 4:06
2. "Knives Out" – 4:38
3. "Black Star" – 3:35
4. "Karma Police" – 4:37
5. "Let Down" – 5:31
6. "Airbag" – 3:47
7. "Subterranean Homesick Alien" – 4:15
8. "Thinking About You" – 2:00
9. "Exit Music (For a Film)" – 4:29
10. "You" – 2:55
11. "Bulletproof" – 3:02
12. "Fake Plastic Trees" – 4:57
13. "I Can't" – 3:37
14. "True Love Waits" – 5:00
15. "Motion Picture Soundtrack" – 4:48

- Datos: Q6153391